# Yves Eigenrauch
Yves Eigenrauch (Minden, 24 aprile 1971) è un ex calciatore tedesco, di ruolo difensore.

## Palmarès

### Club

#### Competizioni nazionali
- Campionato tedesco di seconda divisione: 1

Schalke 04: 1990-1991

#### Competizioni internazionali
- Coppa UEFA: 1

Schalke 04: 1996-1997